# Александр Лінкестієць
Александр Лінкестієць, також Александр Лінкестид (дав.-гр. Ἀλέξανδρος; IV століття до н. е. — 330 рік до н. е.) — воєначальник Александра Македонського.
Походив зі знатного верхньо-македонського роду, який колись керував гірською областю Лінкестидою. Після вбивства македонського царя Філіппа II у 336 році до н. е. був одним із потенційних претендентів на царський трон. Згідно з античною традицією, першим прийшов до Александра Македонського і визнав його царем. Новий правитель звинуватив братів Александра Лінкестида в організації вбивства Філіпа II, після чого їх стратили за рішенням військових зборів. Можливо, Александр Лінкестид не постраждав через те, що був зятем впливового воєначальника Антипатра.
Александр Лінкестид став «стратегом Фракії», а потім, під час Східного походу, Александр Македонський призначив свого тезку командувачем фессалійської кінноти. Незабаром його звинуватили у підготовці змови проти царя й ув'язнили. Серед істориків немає єдиної думки щодо того, чи існувала змова насправді, чи йшлося про наговор на впливового та знатного воєначальника, якого македоняни могли розглядати як наступника Александра Македонського.
Александр Лінкестид перебував під вартою близько трьох років. Після страти Філоти у 330 році до н. е. за звинуваченням у підготовці повалення Александра Македонського, військо згадало і про колишніх змовників. Александра Лінкестида доставили на загальновійськовий суд і стратили.

## Біографія

### Походження. Ранні роки
Належав до знатного верхньогомакедонського роду, який колись керував гірською областю Лінкестидою. Його батьком був воєначальник Аероп, братами — Аррабей і Геромен. Можливо, батько Александра Аероп був лінкестійським царем, чиї володіння захопив імператор племен Іллірії Барділ. Філіпп II зміг вигнати Бардила з його військами іллірійців з Македонії, але Лінкестида втратила самостійність. Царський рід Лінкестидів став однією з аристократичних сімей при македонському дворі. Сім'я Александра Лінкестійця належала до тієї частини верхньомакедонської знаті, яка змирилася з підкоренням їхніх областей царем Македонії Філіппом II в обмін на визнання їхнього статусу та надання високих посад у македонській армії. Одночасно Лінкестиди не втрачали надію коли-небудь відновити свою колишню самостійність. До лінкестійської знаті належала мати Філіппа II та бабуся Александра Македонського Еврідіка. Александр Лінкестієць був одружений з дочкою впливового воєначальника і сподвижника Філіппа II Антипатра, що свідчить про високе положення лінкестійської знаті при македонському дворі.
Незадовго до смерті Філіпп II відправив Аеропа у вигнання. Згідно з античною традицією, приводом для усунення воєначальника стала дуже незначна провина. Аероп привів у військовий табір якусь жінку. Тяжкість покарання, на думку істориків, пов'язана з бажанням царя усунути потенційно небезпечного політичного суперника. Сім'я Аеропа, зокрема й Александр, мала великий вплив при македонському дворі під час правління Філіппа II. Про це свідчить і загроза, яку побачив Александр Македонський після вбивства батька у 336 році до н. е.

### На службі в Александра Македонського
Після сходження на престол Александра Македонського військове зібрання засудило на страту безліч представників знаті, серед яких були і брати Александра Лінкестійця. Аррабея та Геромена звинуватили в змові з організації вбивства Філіппа II за дорученням персів. Питання про ступінь участі Аррабея в змові, або про навіт на потенційного претендента на престол з боку Александра Македонського в історіографії залишається відкритим. Йоган Густав Дройзен і А. С. Шофман не виключали участь Аррабея в змові з організації вбивства Філіппа II. На думку істориків, Лінкестиди сподівалися зі смертю царя зруйнувати сформовану державу і відновити колишню самостійність. Історики не виключають союз змовників із зовнішніми силами, яким було вигідно, щоб на місці єдиної сильної Македонії «лежала безсила, що роздирається політичною боротьбою земля». Вальдемар Гекель вважав, що в цьому випадку Александр Македонський лише усував можливих претендентів на царський престол, а не мстився за батька. Так, Плутарх писав, що після смерті Філіппа «Македонія, не зовсім ще зцілилася від ран, звертала погляди на Амінту та синів Аеропа». Безсумнівним є те, що ці страти зміцнили положення Александра Македонського, а також дозволили молодому царю відвести від себе підозри і виступити месником за батька.
Александр Лінкестид не постраждав, хоча, як і його брати, потрапив під підозру. Існує щонайменше дві версії, чому Александра не тільки не стратили разом з Аррабеєм і Героменом, а він й зміцнив своє становище. Згідно з Арріаном, він одним з перших з'явився в Александра Македонського і визнав його новим царем. Фрагмент з Арріана — «він з'явився у нього один з перших після смерті Філіппа і, одягнувши панцир, пішов разом з ним у палац» — можуть розглядати як готовність Лінкестійця воювати за Александра Македонського. Також Александр Лінкестієць був одружений з дочкою полководця Антипатра, якому Александр Македонський був багато в чому зобов'язаний своїм царюванням. Александрівська традиція підкреслювала лояльність Лінкестійця, який першим з'явився в Александра Македонського, а також хибність підозр. Протилежна їй антиалександрівська традиція пов'язувала прощення залученого у змову Лінкестійця з його тестем Антипатром.
На початку правління Александра Македонського Лінкестид став «стратегом Фракії». Ця посада передбачала наявність у Фракії місцевих васальних князів, з яких македонський цар призначав намісника. До його обов'язків входив, серед іншого, контроль за збором десятини. Александр Лінкестид став першим знаним з античних джерел «стратегом Фракії». На цій посаді він не міг брати участь у походах Александра, хоча перед облогою та знищенням Фівів жителі міста спочатку і заспокоювали себе, що до них йде військо Александра Лінкестида, а не царя.
На посаді стратега Фракії Александр Лінкестієць протримався недовго. Александр Македонський не довірив йому керування областю під час свого Східного походу. У 334 році до н. е. Александр Лінкестид змінив на посаді начальника фессалійської кінноти Каласа, якому була передана в управління сатрапія Геллеспонтська Фригія.
На новій посаді Александр Лінкестієць пробув лише кілька місяців. Він допоміг Калласу утвердитися в нових володіннях у Троаді і навіть отримав славу мужнього та гордого воєначальника, котрий мав довіру серед друзів Александра Македонського.

### Звинувачення у змові
Незабаром Лінкестида заарештували за підозрою у зраді та таємних переговорах з Дарієм III. Згідно з Арріаном, перебіжчик до персів Амінта, син Антіоха, підтримував зв'язок з Александром Лінкестійцем. Він передав Дарію III деякі листи від нього, після чого перський цар пообіцяв зробити все від нього залежне, щоб наступним царем після вбивства Александра Македонського став Александр Лінкестид, а також обіцяв передати йому тисячу талантів на додачу. Однак гонця Дарія III Сисіна перехопив македонський воєначальник Парменіон.
На військовій раді в Александра Македонського вирішили, що «нерозумно було і раніше доручати командування кіннотою людині, яка не заслуговує на довіру; тепер же слід якнайшвидше його прибрати, перш ніж фессалійці не звикнуть з ним і не підуть за ним проти Александра».
У цьому викладі подій не можна виключити і змову з боку Парменіона. Мотивами воєначальника могли бути зменшення впливу Антипатра, бажання отримати контроль над фессалійською кіннотою, особиста неприязнь до Александра Лінкестійця. Також Парменіону не сподобалося, що наступним королем після бездітного Александра може стати представник знаті з Верхньої Македонії, а не хтось з членів сімей воєначальників Філіппа II. В інших джерелах представлені інші версії арешту Александра Лінкестида. За словами Діодора, мати Александра Македонського Олімпіада в листах попереджала сина про Лінкестида. Таким чином вона хотіла завдати шкоди своєму ворогу та тестю Александра Лінкенстійця Антипатру. За словами Арріана, Александр Македонський ухвалив рішення про арешт, коли отримав передбачення свого довіреного пророка Арістандра про існування змови. Ще одна версія говорить, що нитки змови йшли через політичних біженців Амінту й Арістомеда. Можливо, Александр мав деякі додаткові відомості та докази існування змови, які не знайшли відображення в античних джерелах. Історик Фріц Шахермайр вважав, що вся історія про змову це лише офіційна версія арешту Лінкестида.
Імовірно Александра взяли під варту восени або взимку 334/333 року до н. е., або, за іншою версією, незадовго до битви при Іссі, яка відбулася у листопаді 333 року до н. е.  Не можна виключити і «подвійний» арешт, коли Лінкестійця спочатку затримали та відпустили, а потім знову ув'язнили.

### Останні роки. Страта
Александр Лінкестид близько трьох років перебував під вартою. Існує кілька версій щодо такого тривалого ув'язнення перед стратою. Історик Гельмут Берве підкреслює, що, згідно з античними джерелами, немає доказів участі Александра Лінкестида у змові. Йшлося лише про пропозицію Дарія III, яке Лінкестид навіть не отримав. Відповідно, воєначальника заарештували лише через підозри у зраді. Історик М. М. Холод також вважав, що пропозиції, з якими Дарій III нібито звернувся до Александра Лінкестійця, не мали реальних підстав. Відповідно, причиною арешту стали не достовірні докази, а лише підозри Александра Македонського. Навіть ті автори, які вважають, що змова справді існувала, наголошують, що її час не настав. Окрилені перемогами солдати та воєначальники на самому початку походу не прийняли б убивцю переможного Александра Македонського як його спадкоємця. Однак, навіть якби змова існувала, то її слід розглядати в контексті останньої спроби македонської знаті децентралізувати державу і повернути незалежність землям Верхньої Македонії, а не протидії східній політиці Александра Македонського.
У рішенні заарештувати, а не страчувати Александра Лінкестійця, не можна виключати і споріднений фактор. Страта впливового представника царської династії Лінкестидів могла негативно сприйнятися мешканціями цієї області. Тесть Александра Антипатр під час походів Александра Македонського був намісником на батьківщині царя у Македонії. Згідно з Квінтом Курцію Руфу, він навіть просив царя помилувати зятя. Страта Александра Лінкестида могла створити додаткові суперечності між царем і намісником. Можливо, таким чином Александр Македонський хотів усунути свого воєначальника від командування кіннотою, тим самим бажаючи запобігти гіпотетичному повстанню старої македонської знаті. Історики Б. Г. Гафуров та Д. Цибукідіс відзначають, що остаточне рішення про долю Александра Лінкестійця ухвалили лише після розпуску фессалійської кінноти, після взяття головних міст імперії Ахеменідів та закінчення «священної війни» проти персів.
Стратили його тільки у 330 році до н. е. під час розслідування змови Філоти. Після смерті зрадників, які задумували вбити Александра Македонського, військо згадало і про колишніх змовників, до яких відносили Александра Лінкестида. Існує припущення, що змовники мали намір оголосити царем Александра Лінкестида, оскільки той, на відміну від Філоти, належав до царського роду. Щобільше, Александр Лінкестієць був мало не другою за знатністю людиною в македонському війську після царя.
Відповідно до античної традиції, «Александра привели з-під варти та наказали йому говорити. Але хоча він обмірковував виправдувальну промову протягом трьох років, від збентеження і хвилювання сказав мало з того, що підготував: під кінець його підввела не тільки пам'ять, а й розум. Ніхто не мав сумніву, що його хвилювання свідчить про докори совісті, а не про слабку пам'ять. Отже, воїни, що стояли до нього ближче, пронизали його списами, поки він ще боровся зі своєю забудькуватістю». Причиною такої поведінки Лінкестійця могла, на думку М. М. Холода, бути і фантастичність звинувачень. Воєначальник міг просто вважати їх немислимими. Наслідком страти Александра Лінкестійця стало погіршення стосунків Александра Македонського з Антипатром.

## Нащадки
Александр Лінкестид мав як мінімум одного сина Аррабея, який народився між 338 і 334 роками до н. е. Можливо, хлопчика назвали на честь брата Александра чи взяли ім'я з ономастикону царської династії Лінкестидів. Після початку Східного походу проти персів дружина Александра Лінкестида з сином, ймовірно, знаходилася при дворі Антипатра, який на час відсутності царя ставав намісником у Македонії. Через своє походження Аррабей мав певний вплив при дворі. За даними епіграфіки, до 317 року до н. е. він отримав якісь почесті в акарнанському місті Нес. Імовірно, він пережив захоплення Македонії Олімпіадою у 317 році до н. е., коли загинули кілька родичів Антипатра.
Син Аррабея і, відповідно, онук Александра Лінкестида Кассандр близько 260 року до н. е. отримав проксенію в Епідаврі. Імовірно його назвали на честь свого двоюрідного діда та царя Македонії Кассандра, який правив у 316—297 роках до н. е. Ймовірно, Кассандр, син Аррабея, народився в цей період, а його ім'я підкреслювало спорідненість з правителем держави.

## У літературі
Александр Лінкестієць неодноразово згадується в романі «Син Зевса» Л. Ф. Воронкової, а в романі «У глибині століть» йому присвячений цілий розділ.

### Дослідження
- Белох К. Ю. Греческая история: в 2 т / пер. с нем. М. О. Гершензона; под ред. и со вступ. ст. Ю. И. Семёнова. — М. : Державна публічна історична бібліотека Росії, 2009. — Т. 2: Кончая Аристотелем и завоеванием Азии. — ISBN 978-5-85209-215-1.
- Гафуров Б. Г., Цибукидис Д. И. Александр Македонский и Восток. — М. : Наука, 1980.
- Дройзен И. Г. История эллинизма. История Александра Великого. — М. : Академический Проект, 2011. — 623 с. — (Технологии истории) — ISBN 978-5-8291-1304-9.
- Киляшова К. А. Политическая роль женщин при дворе македонских царей династии Аргеадов. Диссертация на соискание учёной степени кандидата исторических наук / Научный руководитель доктор исторических наук, профессор Э. В. Рунг. — Казань : Казанский (Приволжский) федеральный университет, 2018.
- Ковалёв С. И. Александр Македонский. — Государственное социально-экономическое издательство. Ленинградское отделение, 1937.
- Мубаракшин А. Э. Правящая элита Линкестиды до покорения Аргеадами // Известия общества археологии, истории и этнографии при Казанском университете. — 2023. — Т. 43, № 1 (25 березня). — С. 16—44. — ISSN 2312-3400. — DOI:10.26907/2312-3400.2023.1.16-44.
- Уортингтон Йен. Филипп II Македонский. — СПб.—М. : Евразия — ИД Клио, 2014. — 400 с. — ISBN 978-5-91852-053-6.
- Фролов Э. Д., Пантелеев А. Д. Научная конференция «Политическая интрига и судебный процесс в античном мире», проведенная кафедрой истории древней Греции и Рима Санкт-Петербургского государственного университета 1 апреля 2014 г. // Вестник Санкт-Петербургского университета. История. — Санкт-Петербургский государственный университет», 2014. — № 4 (25 березня). — С. 247—250. — ISSN 1812-9323.
- Шахермайр Ф. Александр Македонский. — Ростов-на-Дону : Феникс, 1997. — 576 с. — ISBN 5-85880-313-Х.
- Шифман И. Ш. Александр Македонский / ответственный редактор Э. Д. Фролов. — Л. : Наука, 1988. — ISBN 5-02-027233-7.
- Шофман А. С. Восточная политика Александра Македонского / Печатается по постановлению редакционно-издательского совета Казанского университета. Отв. редактор В. Д. Жигунин. — Каз. : Издательство Казанского университета, 1976.
- Шофман А. С. История античной Македонии. — Каз. : Издательство Казанского университета, 1963. — Т. 2: Македония и Рим. — 434 с.
- Berve H. 37. Ἀλέξανδρος // Das Alexanderreich auf prosopographischer Grundlage. — München : C. H. Beck`sche Verlagsbuchhandlung, 1926. — Т. 2. — С. 17—19.
- Carney E. D. Alexander the Lyncestian: the Disloyal Opposition // Greek, Roman, and Byzantine Studies. — 1980. — Vol. 21, no. 1 (25 March). — P. 23—33.
- Ellis J. R. Amyntas Perdikka, Philip II and Alexander the Great // The Journal of Hellenic Studies. — The Society for the Promotion of Hellenic Studies, 1971. — Vol. 91 (25 March). — P. 15—24. — DOI:10.2307/631366.
- Grainger J. D. Antipater’s Dynasty. — Yorkshire; Philadelphia : Pen & Sword Books Ltd, 2019. — ISBN 978-1-52673-088-6.
- Heckel W.[en]. Who's Who in the Age of Alexander the Great: Prosopography of Alexander's Empire. — Malden; Oxford; Carlton : Blackwell Publishing, 2006. — ISBN 1-4051-1210-7.
- Heckel W.[en]. Alexander's Marshals. A study of the Makedonian aristocracy and the politics of military leadership. — 2nd. — London; New York : Routledge, 2016. — ISBN 978-1-138-93469-6.
- Heckel W[en]. Who's Who in the Age of Alexander and his Successors. From Chaironea to Ipsos (338—301 BC). — Barnsley : Greenhill Books, 2021. — 554 p. — ISBN 978-1-78438-648-1.